# Teucholabis pleurolinea
Teucholabis pleurolinea är en tvåvingeart som beskrevs av Alexander 1959. Teucholabis pleurolinea ingår i släktet Teucholabis och familjen småharkrankar. Inga underarter finns listade i Catalogue of Life.